# Уоллен, Морган
Морган Уоллен (англ. Morgan Cole Wallen) — американский певец, кантри-музыкант, автор и исполнитель. Он участвовал в шестом сезоне шоу «Голос» в 2014 году, первоначально как член команды Ашера, а затем как член команды Адама Левина. После выбывания в плей-офф того сезона он подписал контракт с Panacea Records и выпустил свой дебютный EP «Stand Alone» в 2015 году. «Лучший новый исполнитель кантри 2020 года» Country Music Association Awards.
В 2016 году Уоллен подписал контракт с Big Loud и выпустил свой дебютный альбом If I Know Me в 2018 году. В альбом вошли синглы «Up Down» (с участием Florida Georgia Line), «Whiskey Glasses» и «Chasin’ You». If I Know Me достиг первого места в чарте Billboard Top Country Albums. Второй альбом Уоллена, Dangerous: The Double Album, был выпущен в январе 2021 года и в феврале 2021 года стал единственным кантри-альбомом за 64-летнюю историю Billboard 200, который провел первые семь недель на первом месте. В общей сложности он провел на этом месте десять недель, став первым альбомом сделавшим это со времён Whitney Уитни Хьюстон в 1987 году. В альбом вошли синглы № 1 Billboard «More Than My Hometown», «7 Summers» и «Wasted on You».

## Биография

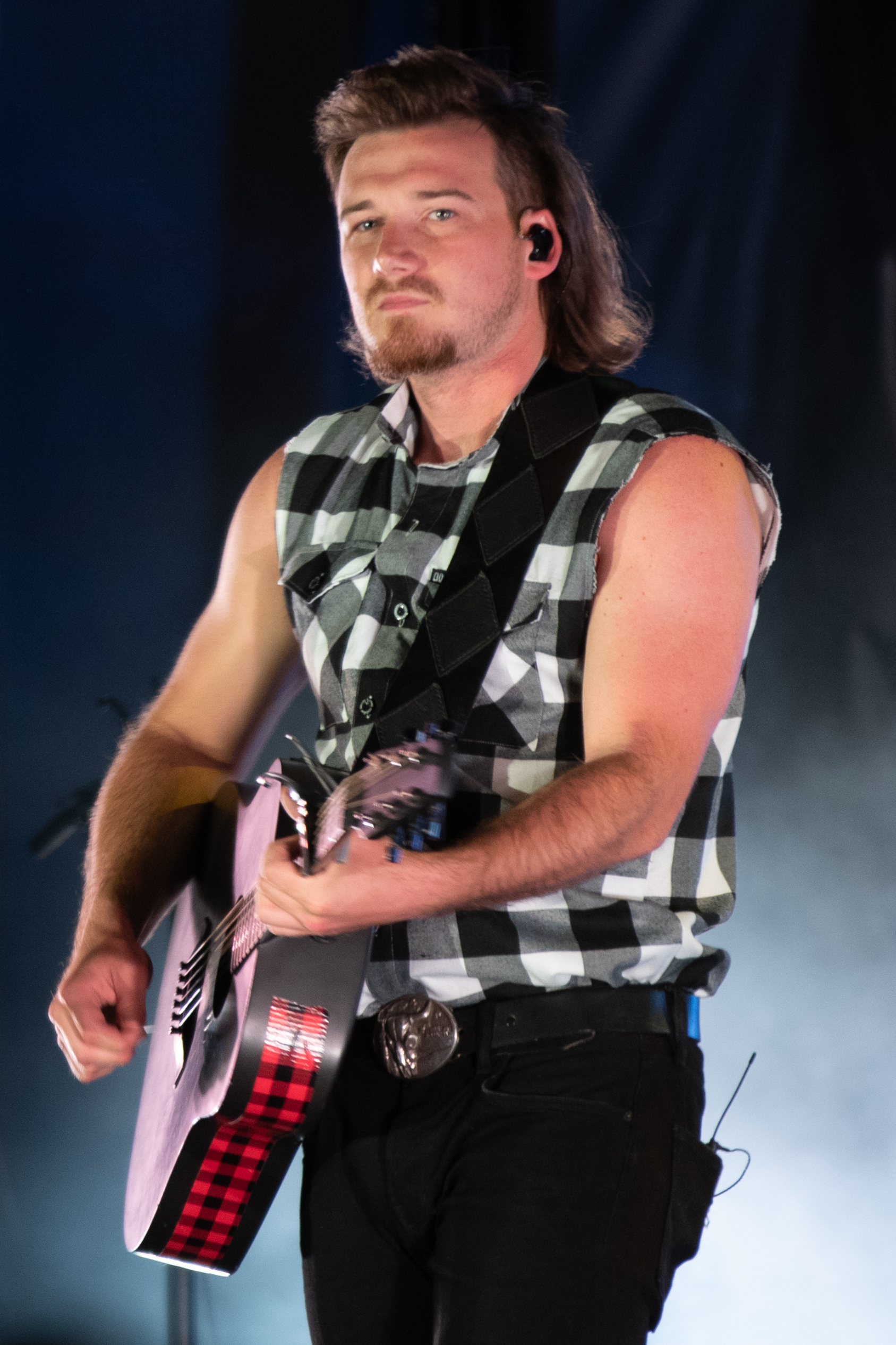
Кантри-музыкант Морган Уоллен, 2019 год

Родился 13 мая 1993 года в г. Sneedville в Теннесси (США).
27 апреля 2018 года Уоллен выпустил свой дебютный альбом If I Know Me. Второй сингл с этого альбома, названный «Up Down», был записан вместе с группой Florida Georgia Line. По словам Уолена, он и Florida Georgia Line собрались вместе, поскольку они знали друг друга, и когда FGL прослушали песню, они заинтересовались сотрудничеством. Третий альбомный сингл «Whiskey Glasses» вышел 30 июля 2018 года на кантри-радио. Он достиг первого места в кантри-чарте Country Airplay в июне 2019 года. Уоллен принял участие в концертах Florida Georgia Line в их турне Can't Say I Ain't Country Tour в 2019 году. Уоллен также кратко появился 3 декабря 2018 года в эпизоде WWE Raw. Сингл «Whiskey Glasses» стал песней № 1 по итогам всего 2019 года на кантри-радио. В июле 2019 года Уоллен выпустил четвёртый альбомный сингл «Chasin' You».
В августе 2020 года If I Know Me достиг первого места в Top Country Albums спустя рекордные 114 недель. Прошлый рекорд чарта Top Country Albums, созданного в 1964 году, принадлежал альбому Hunter Hayes певца Хантера Хейза, который шёл 89 недель к первому месту с 2011 года до 6 июля 2013 года.
29 августа 2020 года сингл «7 Summers» сразу дебютировал на первом месте кантри-чарта Hot Country Songs (второй его чарттоппер после «Whiskey Glasses», 2019). Это лишь пятый в истории с 1958 года дебют на вершине этого хит-парада и первый после 2017 года, когда также успешно дебютировал сингл «Meant to Be» (Bebe Rexha и Florida Georgia Line; пробывший рекордные 50 недель на первом месте). В мультижанровом основном американском хит-параде Billboard Hot 100 трек «7 Summers» оказался на № 6. И это только второй дебют в десятке лучших top10 Hot100 для песни сольного певца без аккомпанирующего партнёра, который появился в Hot Country Songs. Ранее, Гарт Брукс под именем (альтер эго) Chris Gaines дебютировал на № 5 с хитом «Lost in You» в сентябре 1999. Кроме того, «Summers» дебютировал на № 2 в цифровом чарте Digital Song Sales и на № 5 в потоковом чарте Streaming Songs.
В апреле 2022 года песня «Don’t Think Jesus» дебютировала на 7-м месте в Hot 100, на 1-м месте Digital Song Sales и 3-м месте в Streaming Songs. Это его третий дебют сразу в Топ-10 чарта Hot 100, после «7 Summers», дебютировавшей на 6-м месте в августе 2020 года и «Wasted on You», стартовавшей на 9-м месте в январе 2021 года. Уоллен второй раз занимает первое место по продажам цифровых песен (Digital Song Sales) после того, как он записал вместе с Lil Durk композицию «Broadway Girls», которая вышла в январе 2022 года заняла первое место в этом цифровом чарте. «Don’t Think Jesus» также стал как четвёртым чарттоппером Уоллена в кантри-чарте Hot Country Songs, а также рекордным третьим, дебютом на его вершине (теперь он опережает Тейлор Свифт, с двумя стартами на № 1). Он следует за «Whisky Glasses», который поднялся на первое место на две недели в мае 2019 года; «7 Summers», которая «рулила» дебютной неделей в августе 2020 года; и «Wasted on You», который также лидировал в своей первой неделе релиза в январе 2021 года. Кроме того, «Jesus» стал пятым треком, дебютировавшим под номером 1 в Hot Country Songs и одновременно вошедшим в десятку лучших в Hot 100; все они сделали это с августа 2020 года (после того, как Hot Country Songs приняли методологию Hot 100 в октябре 2012 года). Из пяти названий три принадлежат Уоллену, один Люку Комбсу («Forever After All», № 2, 7 ноября 2020 года) и один Свифт («All Too Well (Taylor’s Version)», № 1, 27 ноября 2021).

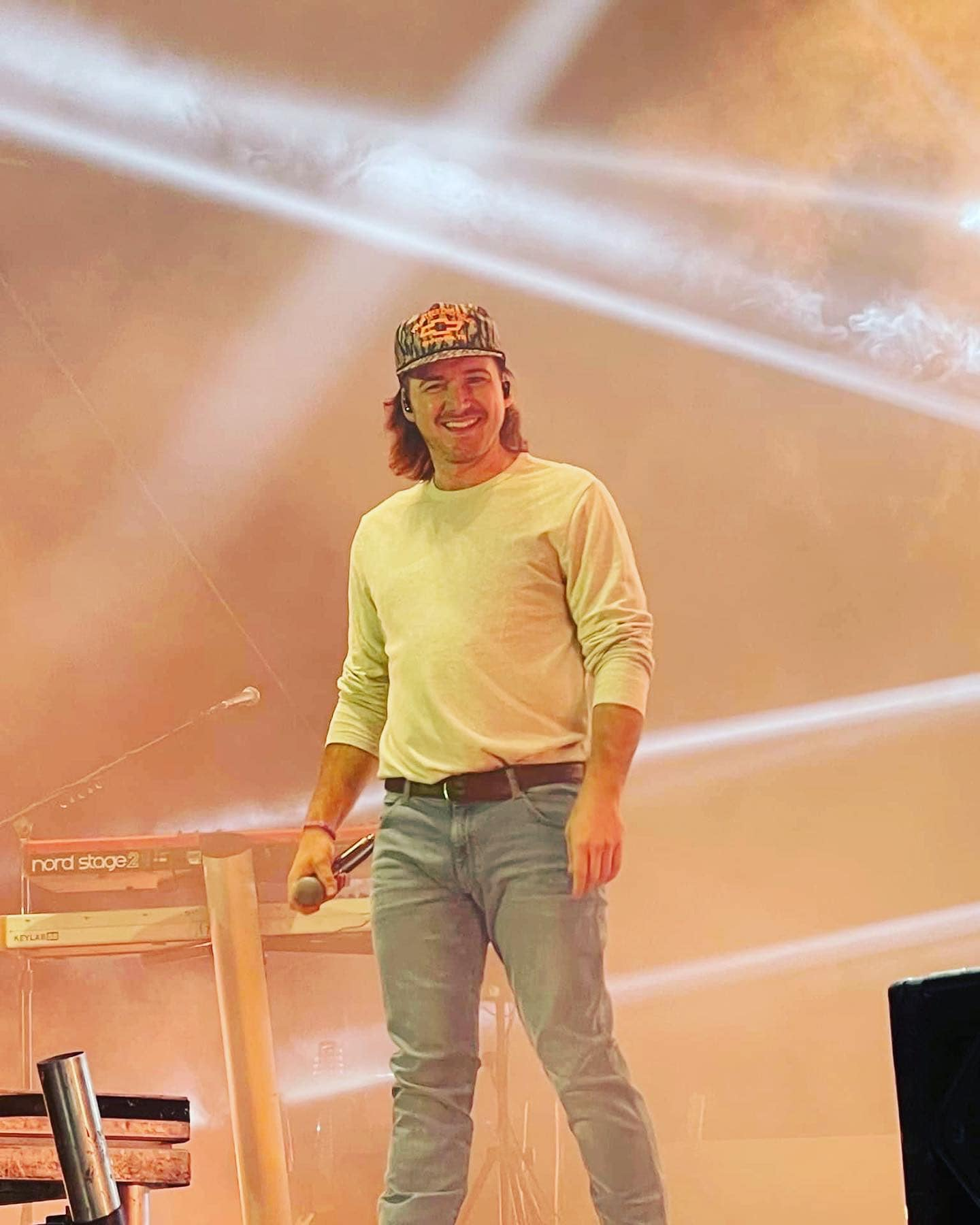
На концерте в ноябре 2021 года, Алабама

18 марта 2023 года альбом One Thing at a Time Моргана Уоллена дебютировал на первом месте (3-й чарттоппер Уоллена), одновременно 35 из 36 треков (все кроме «Don’t Think Jesus») с альбома вошли в Hot Country Songs и, в том числе, заняли все 9 верхних мест Hot Country Songs, новый рекорд этого хит-парада. Также Уоллен стал первым кантри-артистом, который одновременно возглавил Artist 100, Hot 100 & Billboard 200. Одновременно с альбомом 18 марта с пятого на первое место поднялся сингл «Last Night» Уоллена, первый его чарттоппер и первый сингл номер один от любого участника конкурса The Voice («Голос», NBC). Одновременно он пятую неделю возглавляет кантри-чарт Hot Country Songs, став 20-м кантри-треком в истории, что лидирует в двух этих хит-парадах. Он первый с 27 ноября 2022 года после «All Too Well (Taylor’s Version)» Тейлор Свифт, — и первый за 42 года от сольного певца-мужчины после «I Love a Rainy Night» кантри-музыканта Эдди Рэббитта, лидировавшего в Hot Country Songs одну неделю в январе 1981 года и две недели № 1 в Hot 100 в феврале-марте.
2023-й год стал историческим в биографии Уоллена. 30-летний Уоллен стал крупнейшим победителем на церемонии вручения музыкальных наград Billboard Music Awards, которая проводится по итогам года и основывается на показателях чартов Billboard. Артист выиграл 11 трофеев, включая звание лучшего исполнителя, лучшего исполнителя Hot 100 и лучшего исполнителя кантри, а также звание лучшей песни Hot 100 за песню «Last Night» и лучшего альбома Billboard 200 за One Thing at a Time — впервые после Ашера в 2004 году артист-мужчина завоевал эти две награды в один и тот же год. Он доминирует в чартах кантри по итогам года, занимая первое место в 12 из 28 списков этого жанра, включая Hot Country Songs, где «Last Night» сменяет чарттоппер 2022 года, песню Уоллена «Wasted on You». Когда в марте «Last Night» заняла первое место в Billboard Hot 100, она стала первой песней сольного кантри-исполнителя, возглавившей чарт со времен песни Эдди Рэббита «I Love a Rainy Night» в 1981 году. Добравшись до вершины, «Last Night» провела там 16 недель подряд, что стало самым большим показателем для песни, написанной не в соавторстве. Когда альбом One Thing at a Time дебютировал на первом месте в марте, его предшественник, альбом 2021 года Dangerous: The Double Album, провел 110-ю неделю подряд в топ-10 Billboard 200, уступая только саундтреку к «Моей прекрасной леди» и являясь самым большим показателем для сольного исполнителя с момента начала еженедельной публикации чарта в 1956 году. One Thing at a Time провел 16 недель подряд на первом месте в Billboard 200, что является самым большим показателем для любого альбома со времен альбома Адели 21 в 2011—12 годах. После дебюта на первом месте альбом провел в пятерке лидеров 31 неделю. Впервые с 2013 года, когда был запущен годовой итоговый чарт «Streaming Songs Artists», список 2023 года возглавил исполнитель кантри (Уоллен), а песня в стиле кантри («Last Night») стала № 1 в чарте Streaming Songs.

## Личная жизнь
10 июля 2020 года у Моргана и его бывшей невесты Кэти Смит родился сын Индиго Уайлдер Уоллен.

## Полемика
2 февраля 2021 года онлайновый журнал TMZ разместил видеозапись (записанную 31 января), в котором Уоллен использует слово «nigger» (негр) с друзьями, когда они ночью входят в его дом в Нашвилле. После негативной реакции в Интернете Уоллен признался в использовании расовых оскорблений и опубликовал извинения. Радиосети SiriusXM Satellite Radio, iHeartRadio, Entercom и Cumulus Media издали директивы своим станциям, чтобы удалить музыку Уоллена из трансляции. Песни и рекламные фотографии Уоллена были удалены из плейлистов сервисов Apple Music, Pandora и Spotify. На следующий день кантри-телевидение CMT и ассоциация Country Music Association объявили об удалении выступлений Уоллена со всех своих платформ, а звукозаписывающий лейбл Уоллена Big Loud (партнер Republic Records) приостановил с ним контракт на запись на неопределенный срок. 3 февраля 2021 года Академия музыки кантри объявила, что Уоллен и его последний альбом Dangerous: The Double Album не будут претендовать на 56-ю ежегодную премию Academy of Country Music Awards.

## Дискография
Дискография Моргана Уоллена включает, в том числе, следующие релизы:

### Студийные альбомы
| Название                    | Детали | Высшая позиция | Высшая позиция | Высшая позиция | Высшая позиция | Высшая позиция | Высшая позиция | Продажи                            | Сертификации                                           |
| Название                    | Детали | US             | US Country     | US Indie       | AUS            | CAN            | UK             | Продажи                            | Сертификации                                           |
| --------------------------- | --- | -------------- | -------------- | -------------- | -------------- | -------------- | -------------- | ---------------------------------- | ------------------------------------------------------ |
| If I Know Me                | - Дата выхода: 27 апреля 2018 - Лейбл: Big Loud - Формат: CD, винил, цифровые загрузки, стриминг                      | 13             | 1              | 1              | 53             | 21             | —              | - США: 98,000                      | - RIAA: Платиновый                                     |
| Dangerous: The Double Album | - Дата выхода: 8 января 2021 - Лейбл: Big Loud, Republic - Формат: CD, пластинки, цифровые загрузки, стриминг         | 1              | 1              | 1              | 2              | 1              | 77             | - США: 3,230,000 - Канада: 157,000 | - RIAA: 4× Платиновый - ARIA: Золотой - MC: Платиновый |
| One Thing at a Time         | - Дата выхода: 3 марта 2023 - Лейбл: Big Loud, Republic, Mercury - Формат: CD, пластинки, цифровые загрузки, стриминг | 1              | 1              | —              | 2              | 1              | 40             | - США: 111,500                     |                                                        |
| I’m the Problem             | - Дата выхода: 2025 - Лейбл: Big Loud, Republic, Mercury - Формат: CD, пластинки, цифровые загрузки, стриминг         | -              | -              | —              | -              | -              |                |                                    |                                                        |

### Синглы
| Название                                     | Год  | Высшая позиция | Высшая позиция | Высшая позиция     | Высшая позиция | Высшая позиция | Высшая позиция | Высшая позиция | Высшая позиция | Высшая позиция | Продажи        | Сертификации                              | Альбом                      |
| Название                                     | Год  | US             | US Country     | US Country Airplay | US Pop         | AUS            | CAN Country    | CAN            | NZ Hot         | WW             | Продажи        | Сертификации                              | Альбом                      |
| -------------------------------------------- | ---- | -------------- | -------------- | ------------------ | -------------- | -------------- | -------------- | -------------- | -------------- | -------------- | -------------- | ----------------------------------------- | --------------------------- |
| «The Way I Talk»                             | 2016 | —              | 35             | 30                 | —              | —              | 50             | —              | —              | —              | - США: 98,000  | - RIAA: 2× Платиновый - MC: Золотой       | If I Know Me                |
| «Up Down» (при участии Florida Georgia Line) | 2017 | 49             | 5              | 1                  | —              | —              | 1              | 89             | —              | —              | - США: 333,000 | - RIAA: 4× Платиновый - MC: 2× Платиновый | If I Know Me                |
| «Whiskey Glasses»                            | 2018 | 17             | 1              | 1                  | —              | —              | 1              | 44             | —              | 194            | - США: 391,000 | - RIAA: 7× Платиновый - MC: 5× Платиновый | If I Know Me                |
| «Chasin' You»                                | 2019 | 16             | 2              | 1                  | —              | —              | 1              | 44             | —              | 167            | - США: 57,000  | - RIAA: 5× Платиновый - MC: Платиновый    | If I Know Me                |
| «More Than My Hometown»                      | 2020 | 15             | 2              | 1                  | —              | —              | 1              | 22             | —              | 61             |                | - RIAA: 4× Платиновый - MC: 2× Платиновый | Dangerous: The Double Album |
| «7 Summers»                                  | 2020 | 6              | 1              | 15                 | —              | —              | 12             | 8              | 14             | 50             |                | - RIAA: 3× Платиновый - MC: Платиновый    | Dangerous: The Double Album |
| «Sand in My Boots»                           | 2021 | 30             | 2              | 1                  | —              | —              | 1              | 31             | 32             | 47             |                | - RIAA: 2× Платиновый - MC: Золотой       | Dangerous: The Double Album |
| «Wasted on You»                              | 2022 | 9              | 1              | 1                  | 16             | —              | 1              | 10             | 26             | 19             |                | - RIAA: 3× Платиновый - MC: Платиновый    | Dangerous: The Double Album |
| «You Proof»                                  | 2022 | 5              | 1              | 1                  | —              | 62             | 1              | 9              | 12             | 22             |                | - RIAA: Золотой - MC: 2× Платиновый       | One Thing at a Time         |
| «Thought You Should Know»                    | 2022 | 7              | 1              | 1                  | —              | 100            | 2              | 14             | 18             | 32             |                | - RIAA: Золотой - MC: Платиновый          | One Thing at a Time         |
| «Last Night»                                 | 2023 | 1              | 1              | 29                 | 32             | 6              | —              | 2              | 6              | 5              |                |                                           | One Thing at a Time         |
| «One Thing at a Time»                        | 2023 | 10             | 2              | 25                 | —              | 69             | —              | 16             | 19             | 24             |                |                                           | One Thing at a Time         |
| «—» неучастие в чарте                        |      |                |                |                    |                |                |                |                |                |                |                |                                           |                             |

## Награды и номинации
В итоговом чарте Billboard Year-End за 2023 года Морган Уоллен впервые стал лучшим среди мужчин (№ 2 в общем списке лучших артистов). Уоллену также принадлежит первое место в списке альбомов Billboard 200 по итогам года с его альбомом 2023 года One Thing at a Time, который 16 недель подряд занимал первое место в еженедельном рейтинге Billboard 200. Кроссовер-хит альбома «Last Night» возглавил рейтинг Hot 100 Songs по итогам года. Это первый случай, когда один и тот же исполнитель возглавил оба рейтинга Billboard 200 и Hot 100 по итогам года, начиная с Адель в 2011 году (с альбомами 21 и «Rolling in the Deep» соответственно).
| Год  | Ассоциация                       | Категория                                            | Номинированная работа                      | Результат | Ссылка |
| ---- | -------------------------------- | ---------------------------------------------------- | ------------------------------------------ | --------- | ------ |
| 2019 | CMT Music Awards                 | Breakthrough Video of the Year                       | «Whiskey Glasses»                          | Номинация | [ 70 ] |
| 2019 | Country Music Association Awards | New Artist of the Year                               | Морган Уоллен                              | Номинация | [ 71 ] |
| 2020 | Academy of Country Music Awards  | New Male Artist of the Year                          | Морган Уоллен                              | Номинация | [ 72 ] |
| 2020 | Country Music Association Awards | New Artist of the Year                               | Морган Уоллен                              | Победа    |        |
| 2020 | iHeartRadio Music Awards         | Country Song of The Year                             | «Whiskey Glasses»                          | Номинация |        |
| 2020 | iHeartRadio Music Awards         | Best New Country Artist                              | Морган Уоллен                              | Победа    |        |
| 2020 | Billboard Music Awards           | Top Country Song                                     | «Whiskey Glasses»                          | Номинация |        |
| 2020 | Billboard Music Awards           | Top Country Album                                    | If I Know Me                               | Номинация |        |
| 2020 | CMT Music Awards                 | Male Video of the Year                               | «Chasin You' (Dream Video)»                | Номинация |        |
| 2020 | American Music Awards            | Favorite Male Artist-Country                         | Морган Уоллен                              | Номинация |        |
| 2020 | American Music Awards            | Favorite Album-Country                               | If I Know Me                               | Номинация |        |
| 2021 | Billboard Music Awards           | Top Song Sales Artist                                | Himself                                    | Номинация | [ 73 ] |
| 2021 | Billboard Music Awards           | Top Country Artist                                   | Himself                                    | Победа    | [ 73 ] |
| 2021 | Billboard Music Awards           | Top Country Male Artist                              | Himself                                    | Победа    | [ 73 ] |
| 2021 | Billboard Music Awards           | Top Country Album                                    | Morgan Wallen, Dangerous: The Double Album | Победа    | [ 73 ] |
| 2021 | Billboard Music Awards           | Top Country Song                                     | Morgan Wallen, «Chasin' You»               | Номинация | [ 73 ] |
| 2021 | Country Music Association Awards | Album of the Year                                    | Dangerous: The Double Album                | Номинация | [ 74 ] |
| 2021 | American Music Awards            | Favorite Male Artist-Country                         | Himself                                    | Номинация | [ 75 ] |
| 2021 | American Music Awards            | Favorite Album-Country                               | Dangerous: The Double Album                | Номинация | [ 75 ] |
| 2021 | Country Now Awards               | Favorite Male Artist                                 | Himself                                    | Победа    | [ 76 ] |
| 2021 | Country Now Awards               | Favorite Album                                       | Dangerous: The Double Album                | Победа    | [ 76 ] |
| 2022 | Academy of Country Music Awards  | Album of the Year                                    | Dangerous: The Double Album                | Победа    | [ 77 ] |
| 2022 | Country Music Association Awards | Entertainer of the Year                              | Himself                                    | Номинация |        |
| 2022 | Country Music Association Awards | Male Vocalist of the Year                            | Himself                                    | Номинация |        |
| 2022 | American Music Awards            | Favorite Male Country Artist                         | Himself                                    | Победа    |        |
| 2022 | American Music Awards            | Favorite Country Song                                | «Wasted on You»                            | Победа    |        |
| 2023 | ARIA Music Awards                | Best International Artist                            | Himself                                    | Номинация | [ 78 ] |
| 2023 | Billboard Music Awards           | Top Streaming Songs Artist                           | Himself                                    | Победа    |        |
| 2023 | Billboard Music Awards           | Top Country Artist                                   | Himself                                    | Победа    |        |
| 2023 | Billboard Music Awards           | Top Male Country Artist                              | Himself                                    | Победа    |        |
| 2023 | Billboard Music Awards           | Top Male Artist                                      | Himself                                    | Победа    |        |
| 2023 | Billboard Music Awards           | Top Hot 100 Artist                                   | Himself                                    | Победа    |        |
| 2023 | Billboard Music Awards           | Billboard Music Award for Top Country Touring Artist | Himself                                    | Победа    |        |
| 2023 | Billboard Music Awards           | Top Country Album                                    | One Thing at a Time                        | Победа    |        |
| 2023 | Billboard Music Awards           | Top Billboard 200 Album                              | One Thing at a Time                        | Победа    |        |
| 2023 | Billboard Music Awards           | Top Streaming Song                                   | «Last Night»                               | Победа    |        |
| 2023 | Billboard Music Awards           | Top Country Song                                     | «Last Night»                               | Победа    |        |
| 2023 | Billboard Music Awards           | Top Hot 100 Song                                     | «Last Night»                               | Победа    |        |